# DSA-452
La DSA-452 es una carretera perteneciente a la Red Secundaria de la Diputación Provincial de Salamanca que une las localidades de Vitigudino y Villares de Yeltes.
Además de estas dos localidades, también pasa por Moronta, Escuernavacas y Pozos de Hinojo.

## Origen y Destino
La carretera  DSA-452  tiene su origen en Vitigudino en la intersección con la carretera  DSA-460 , y termina en el casco urbano de Villares de Yeltes en la intersección con la carretera  SA-325  formando parte de la Red de carreteras de Salamanca.